# Instructeur militaire
Pour les articles homonymes, voir Instructeur.
Un instructeur militaire est un officier ou sous-officier qui, dans l'armée, est chargé de la formation et de l'apprentissage des nouvelles recrues.
Un instructeur militaire effectue également la formation de militaires tout au long de leur carrière en fonction :
- de l'évolution des responsabilités du militaire ;
- des besoins des armées ;
- des progrès techniques (conséquences du progrès scientifique) ;
- des nécessités de remise à niveau par rapport aux spécificités de chaque militaire.